# Самарське (Краматорський район)
Сама́рське — селище Новодонецької селищної громади Краматорського району Донецької області, Україна. Населення становить 143 осіб.
1778 — в районі сучасного Самарського на правому березі Самари оселився поміщик О. Льовшин (неофіційна назва села — Старе Льовшине).
1864 — в межах сучасного Самарського — село Самарські Пруди (Самаровка, Старе Льовшине) при 12 дворах із 110 мешканцями, а також хутір Сергіївка при 5 дворах із 68 мешканцями.
1926 — радгосп Самарські Пруди та хутір Сергіївка (Модестівка).
1937 — радгосп Самарські Ставки та село Сергіївка.
1962 — ходять автобуси Самарські Ставки — Краматорськ.
В радянські часи в селі Самарське функціонував радгосп Самарські Ставки (3,8 га орної землі). Були відкриті середня школа, клуб, бібліотека, дитячі ясла, відділення Степанівської лікарні, 3 магазини, хлібозавод, їдальня. Також в селі є братська могила радянських воїнів.